# Sanna van Vliet

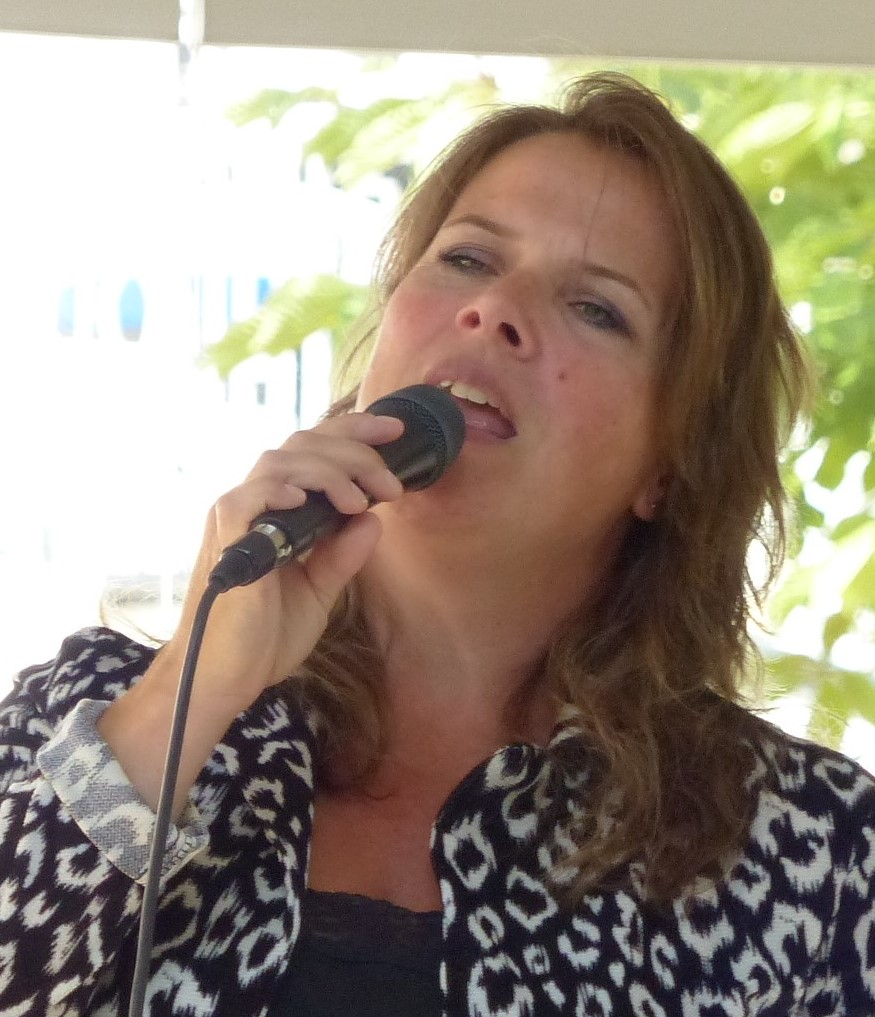
Sanna van Vliet, 2018

Sanna van Vliet (* 1974 in Hilversum) ist eine niederländische Jazz-Vokalistin und Pianistin.
Van Vliet studierte von 1993 bis 2002 am Königlichen Konservatorium in Den Haag, das sie mit einem Master in Jazzgesang (1999) und einem Bachelor in Jazzpiano (2002) abschloss. Anschließend folgte ein Gesangsstudium am Complete Vocal Institute, Kopenhagen. Sie arbeitet mit einem eigenen Quartett und spielt daneben seit 1999 in der Frauenband Alice in Dixieland, die mit ihrem Programm durch Europa tourt.
Sanna von Vliet lehrte als Gastdozentin vokale Improvisation an den Konservatorien von Amsterdam, Maastricht, Groningen, Enschede und Den Haag.
2005 erhielt sie den 3. Preis des Niederländischen Jazz Vokalisten-Wettbewerbs. Ihr aktuelles Album A Time for Love ist durch Shirley Horn inspiriert.

## Diskographie
- 2004: Insight
- 2007: A Time for Love
- 2010: Dance on the Moon